# Estónia no Festival Eurovisão da Canção
A Estónia participou no Festival Eurovisão da Canção, até ao momento, 30vezes, estreando-se em 1993 e estando ausente apenas 1 vez, em 1995.
A primeira participação da Estónia numa final foi em 1994. No entanto, esta participação não foi bem sucedida, não indo além do 24º e penúltimo lugar, ficando relegada no ano seguinte. Apesar disso, desde o regresso em 1996 até 2002, a Estónia terminou sempre no top 12, incluindo a sua única vitória até hoje, "Everybody" interpretada por Tanel Padar, Dave Benton & 2XL em 2001, tornando-se o primeiro país ex-país soviético a vencer o certame e o segundo país do leste europeu a vencer, depois da Jugoslávia em 1989.
Desde a introdução das semifinais em 2004, a Estónia qualificou-se nove vezes, sendo a melhor classificação o 6ª lugar em 2009 ("Rändajad" das Urban Symphony) e em 2012 ("Kuula" de Ott Lepland).

## Galeria

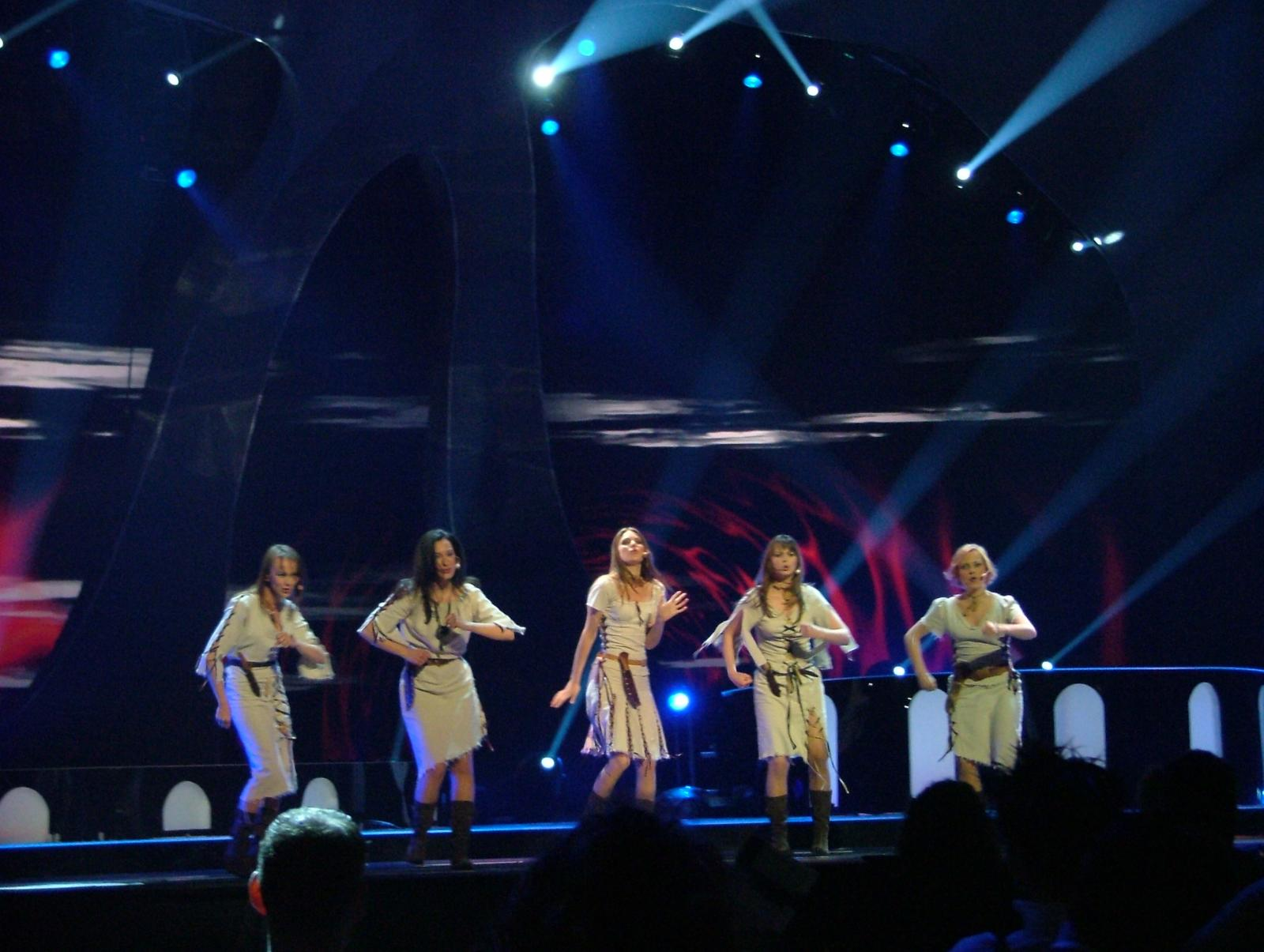
Neiokõsõ em Istambul (2004)
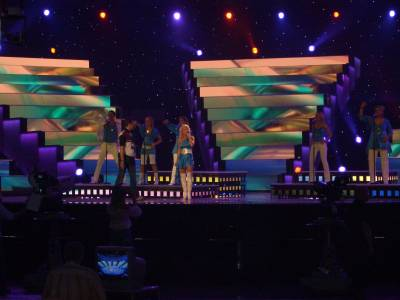
Sandra Oxenryd em Atenas (2006)
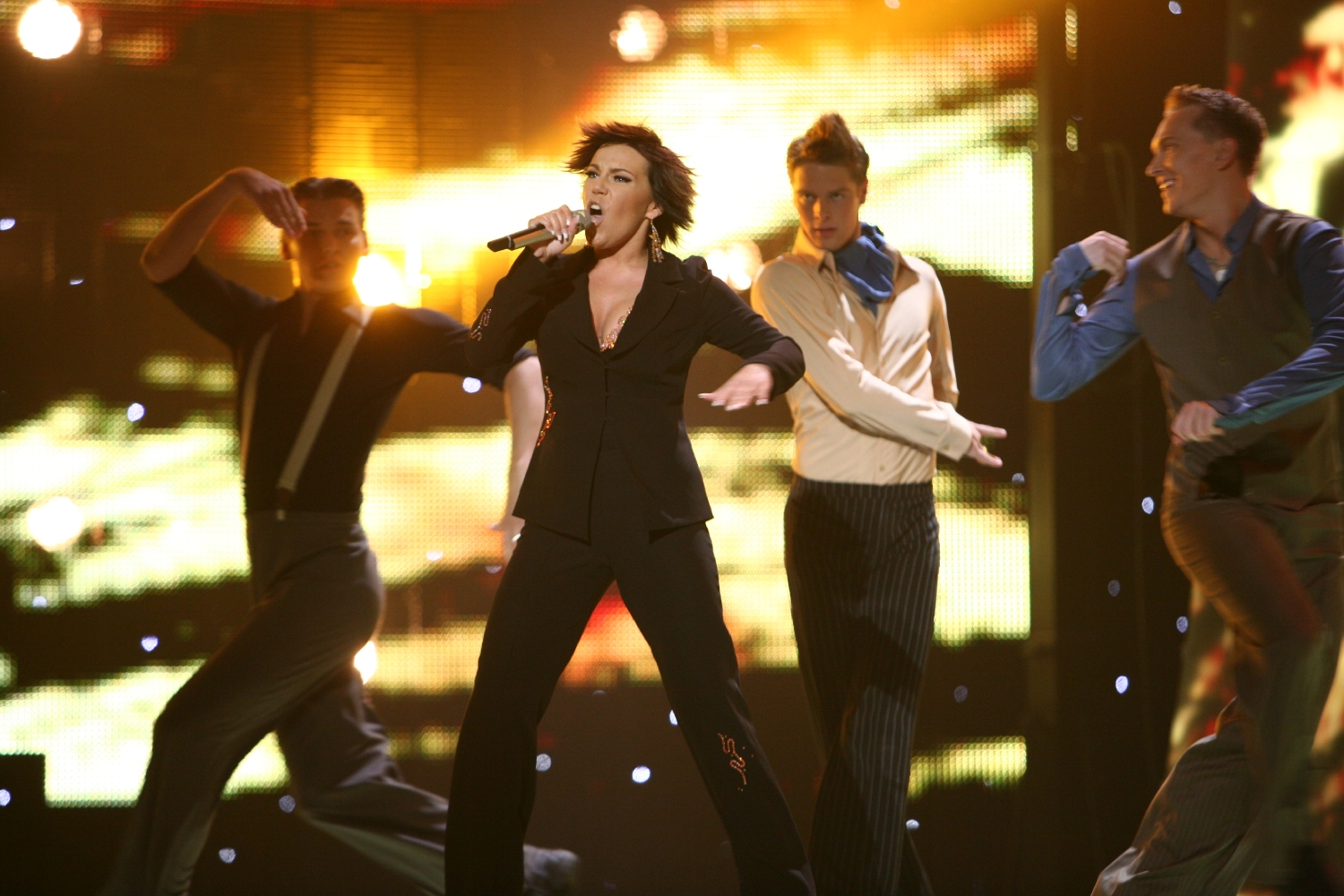
Gerli Padar em Helsínquia (2007)
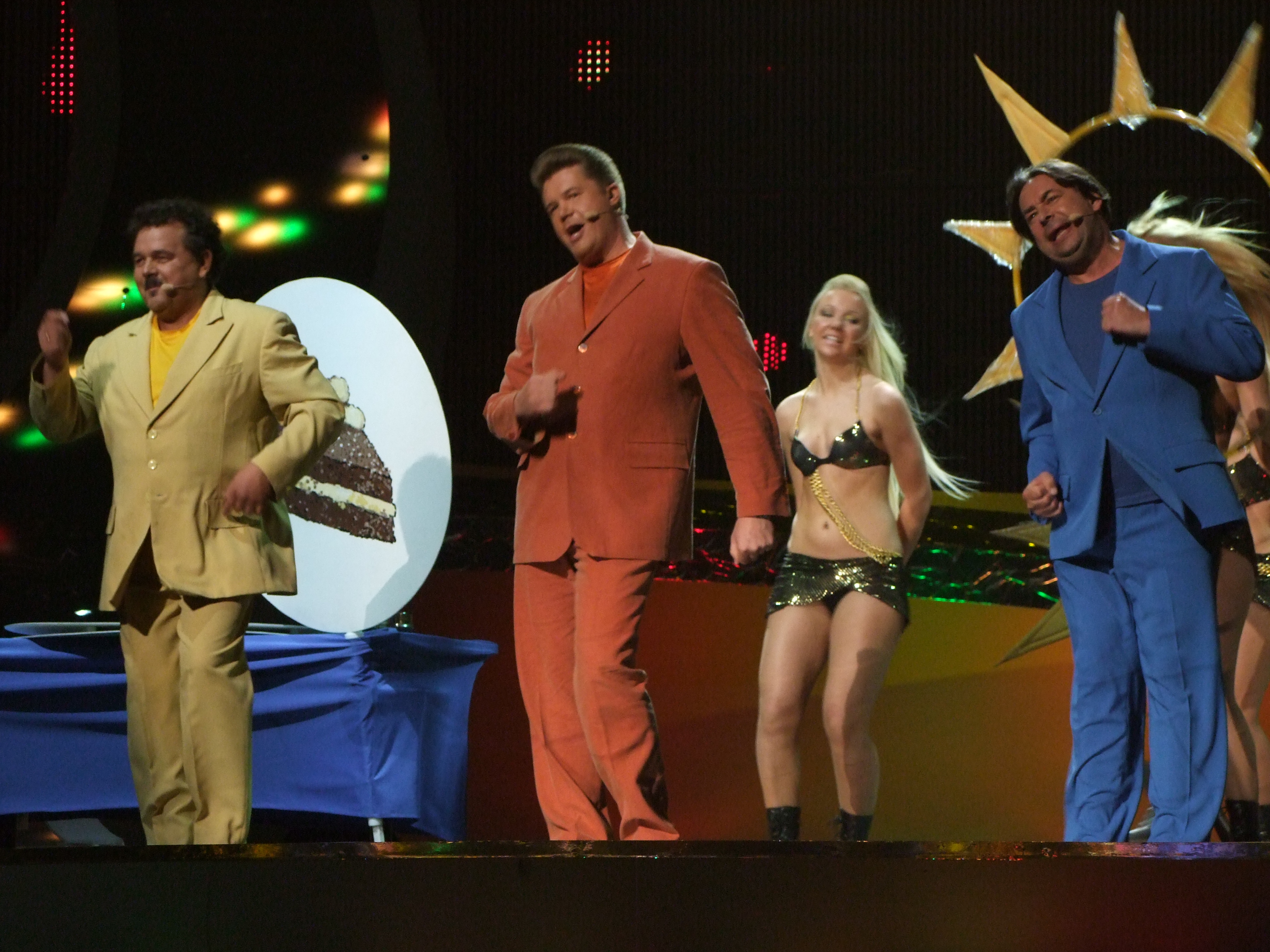
Kreisiraadio em Belgrado (2008)
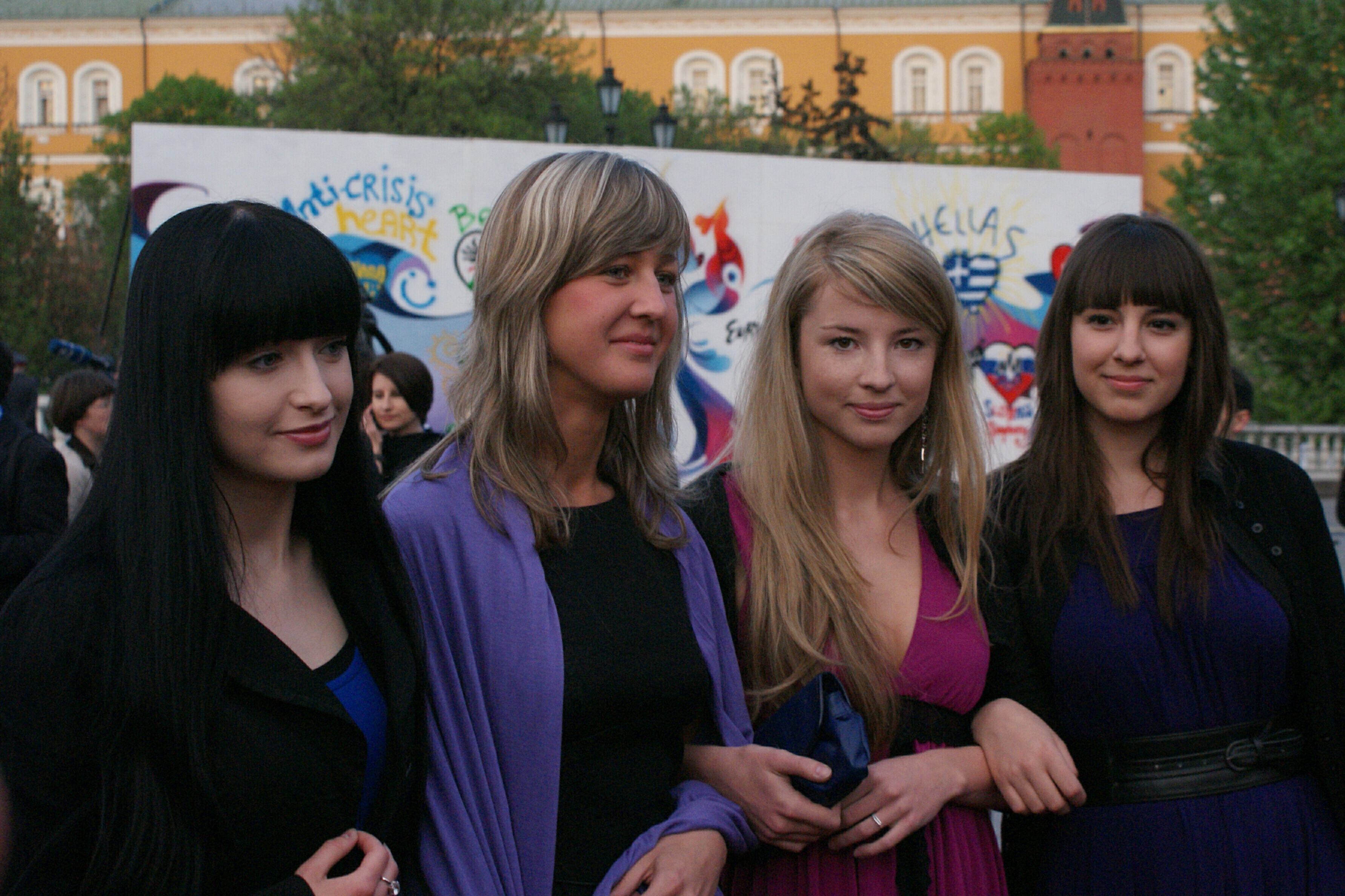
Urban Symphony em Moscovo (2009)
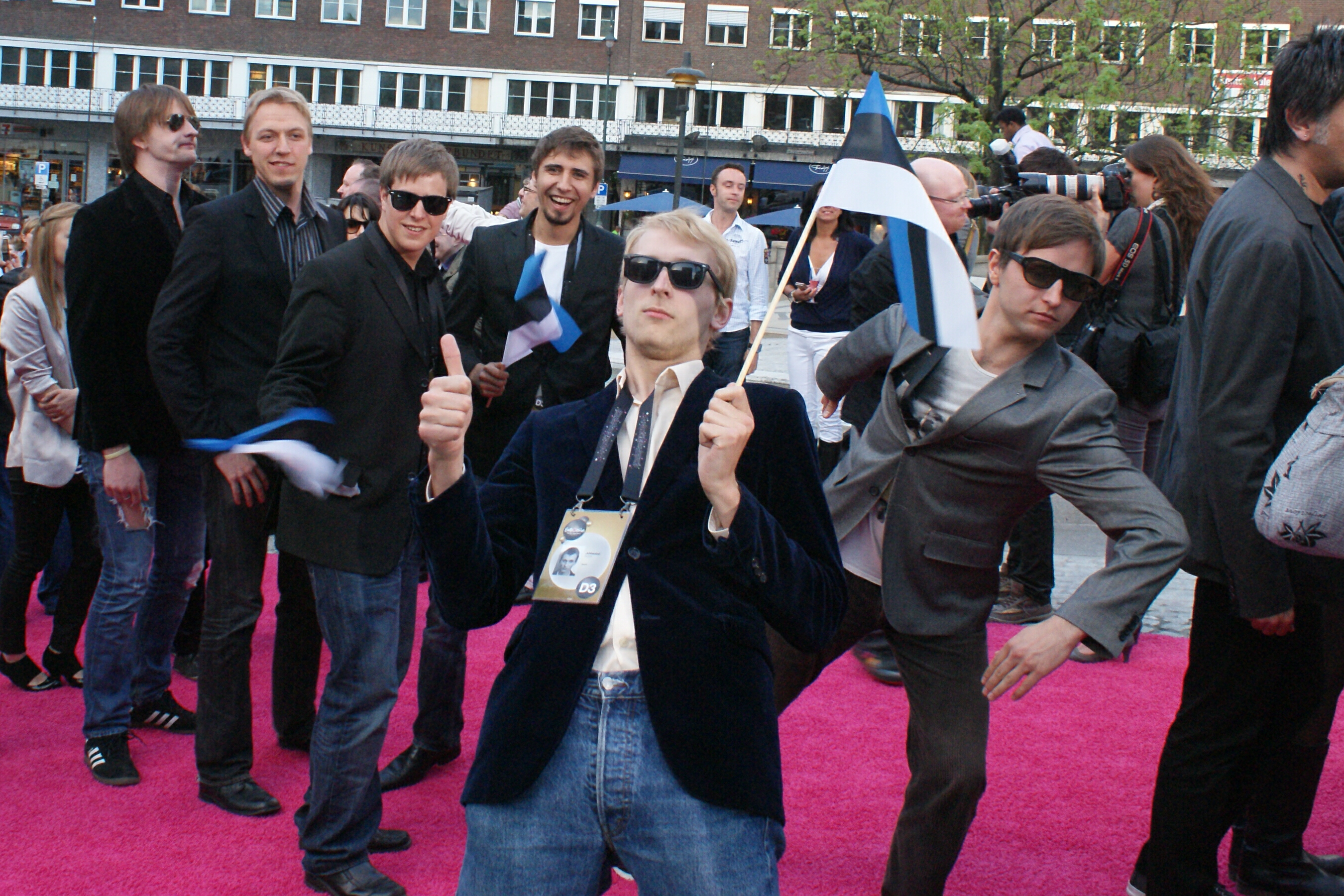
Malcolm Lincoln & Manpower 4 em Oslo (2010)
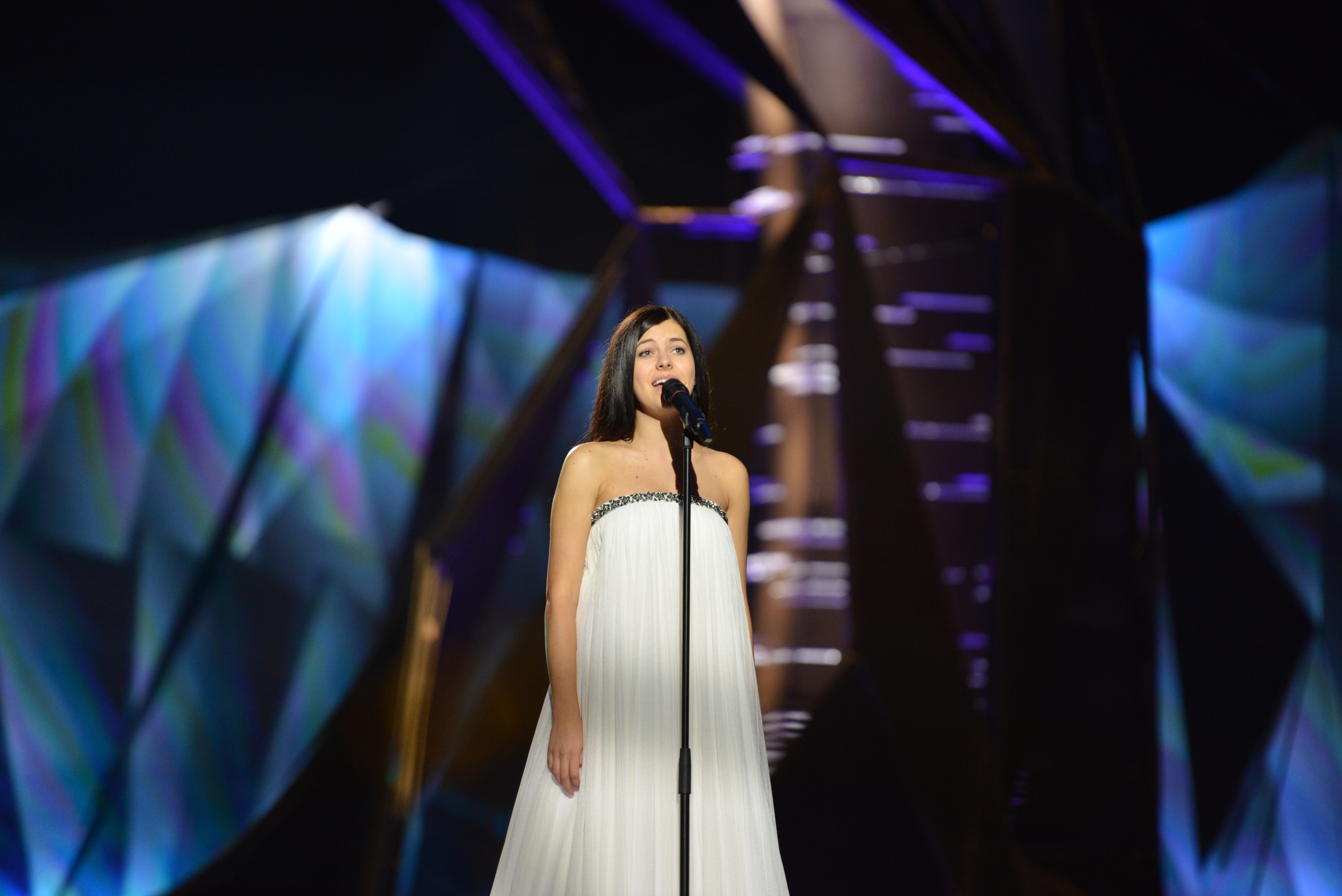
Birgit Õigemeel em Malmö (2013)
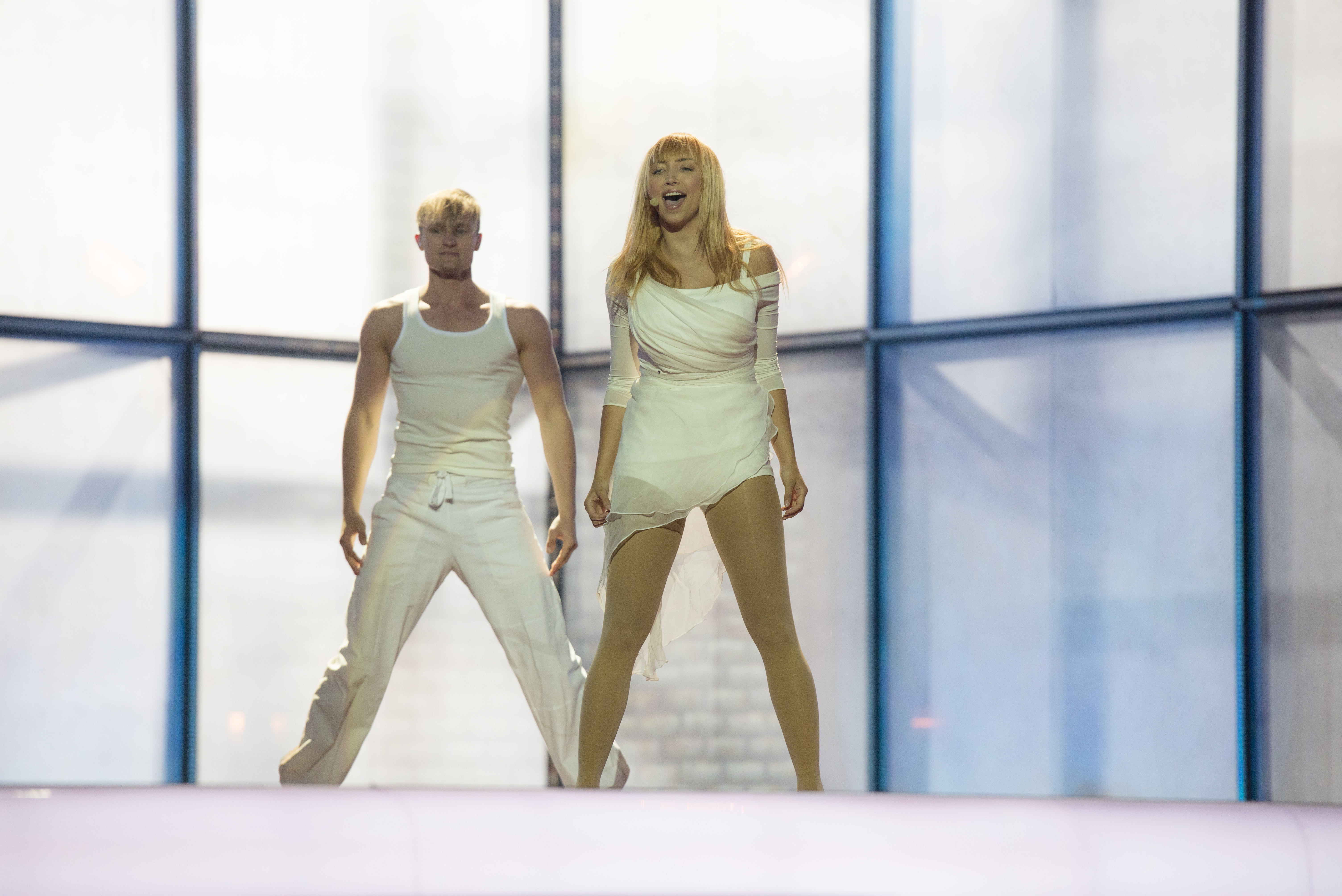
Tanja em Copenhaga (2014)
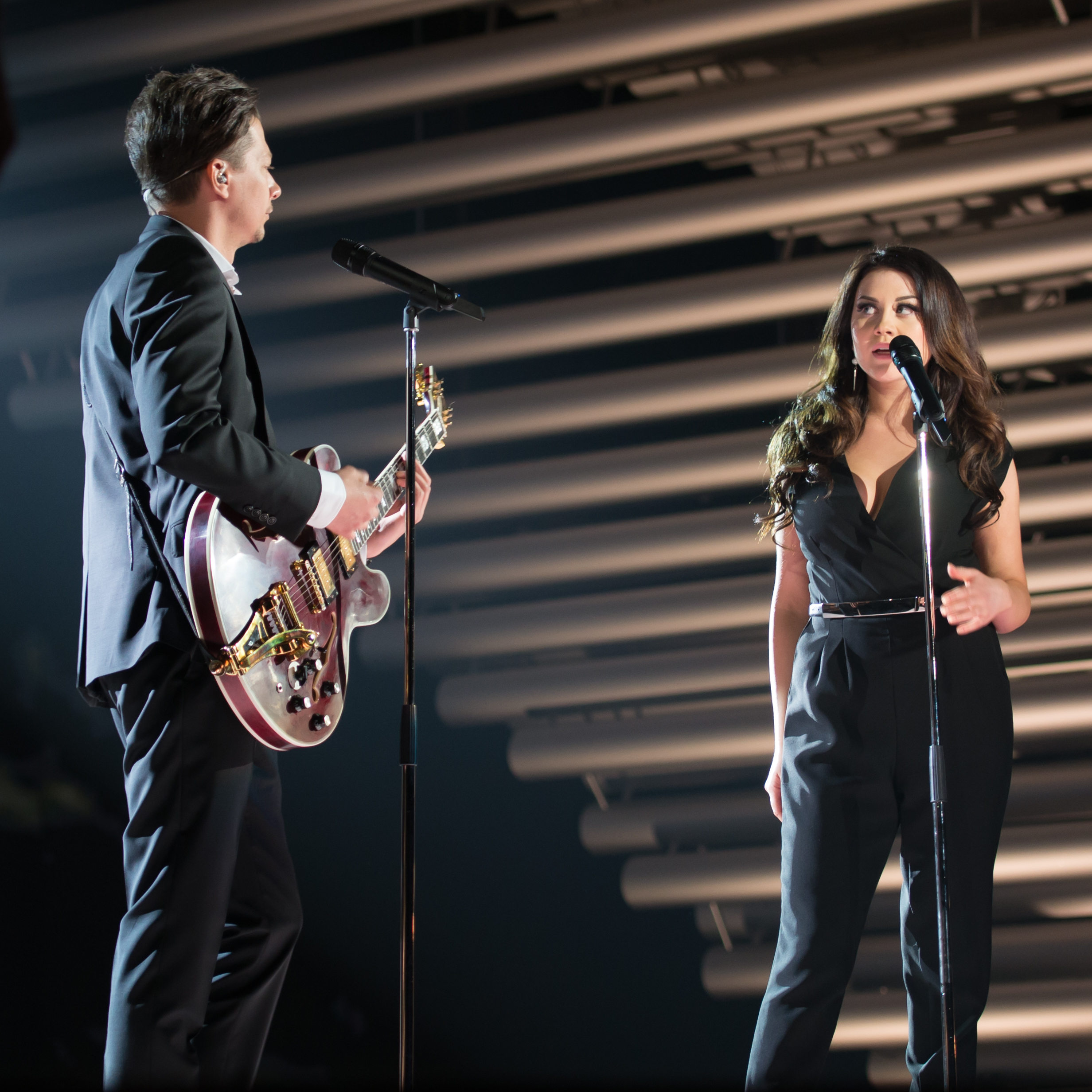
Elina Born & Stig Rästa em Viena (2015)
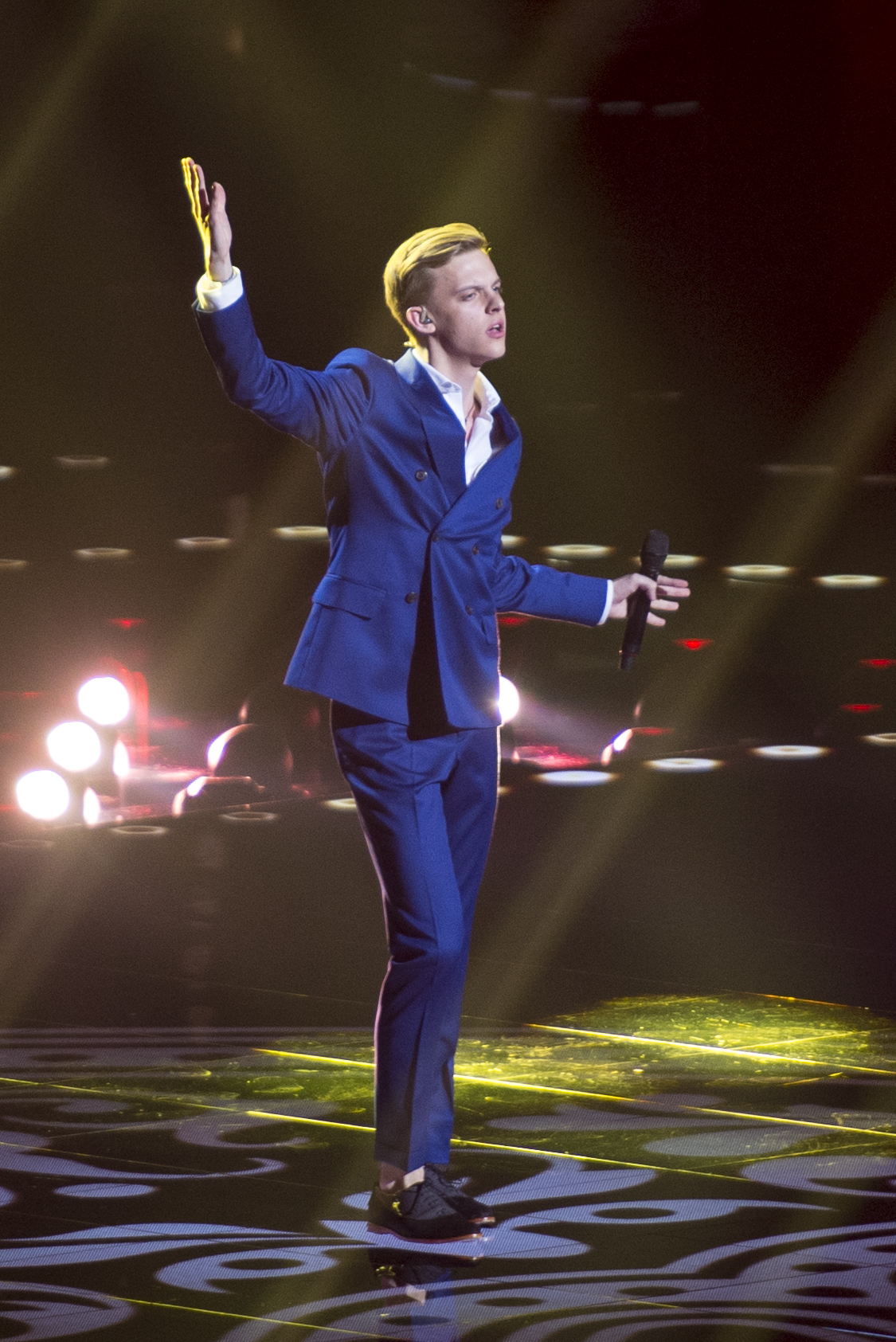
Jüri Pootsmann em Estocolmo (2016)
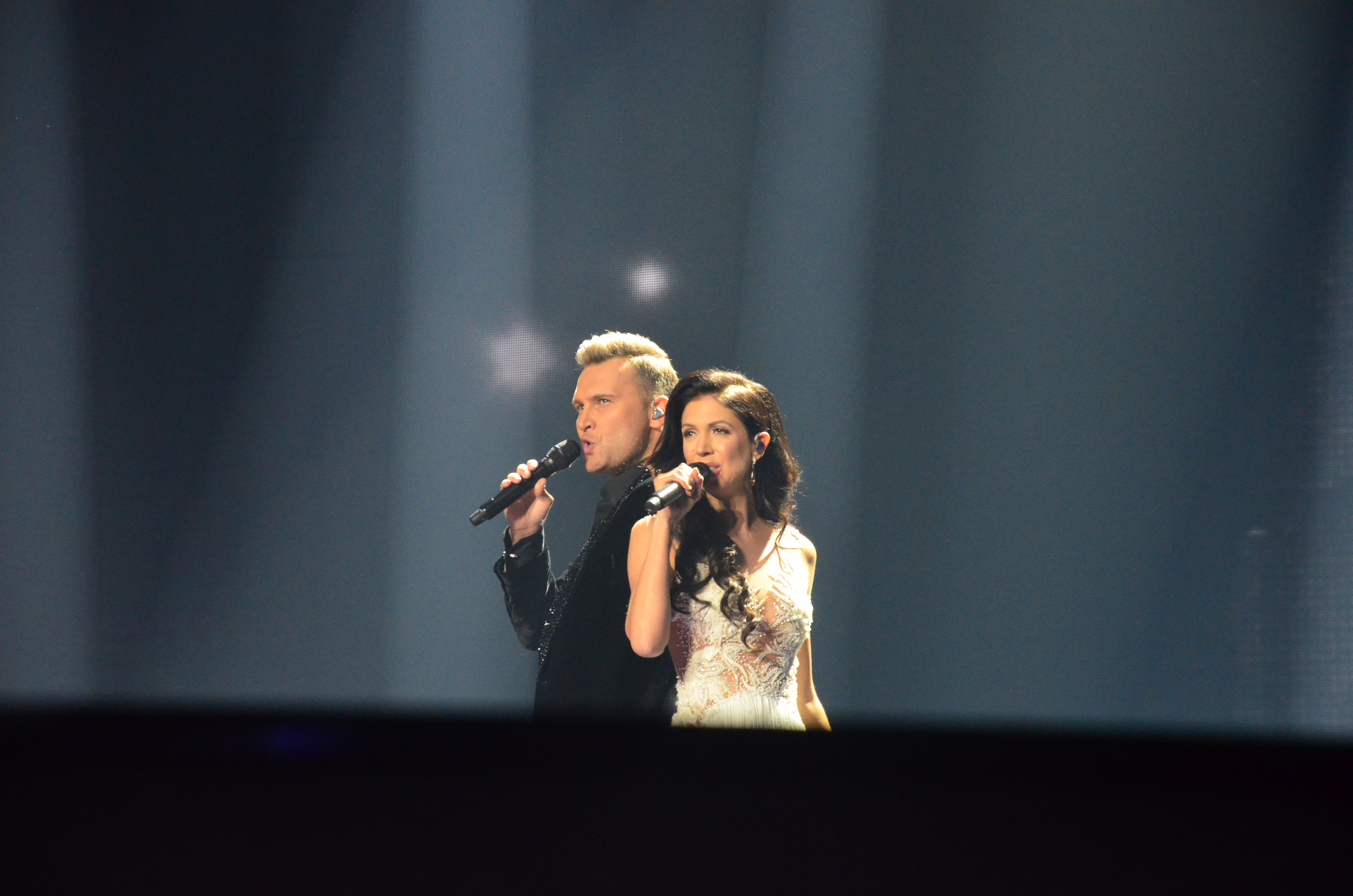
Koit Toome & Laura em Kiev (2017)
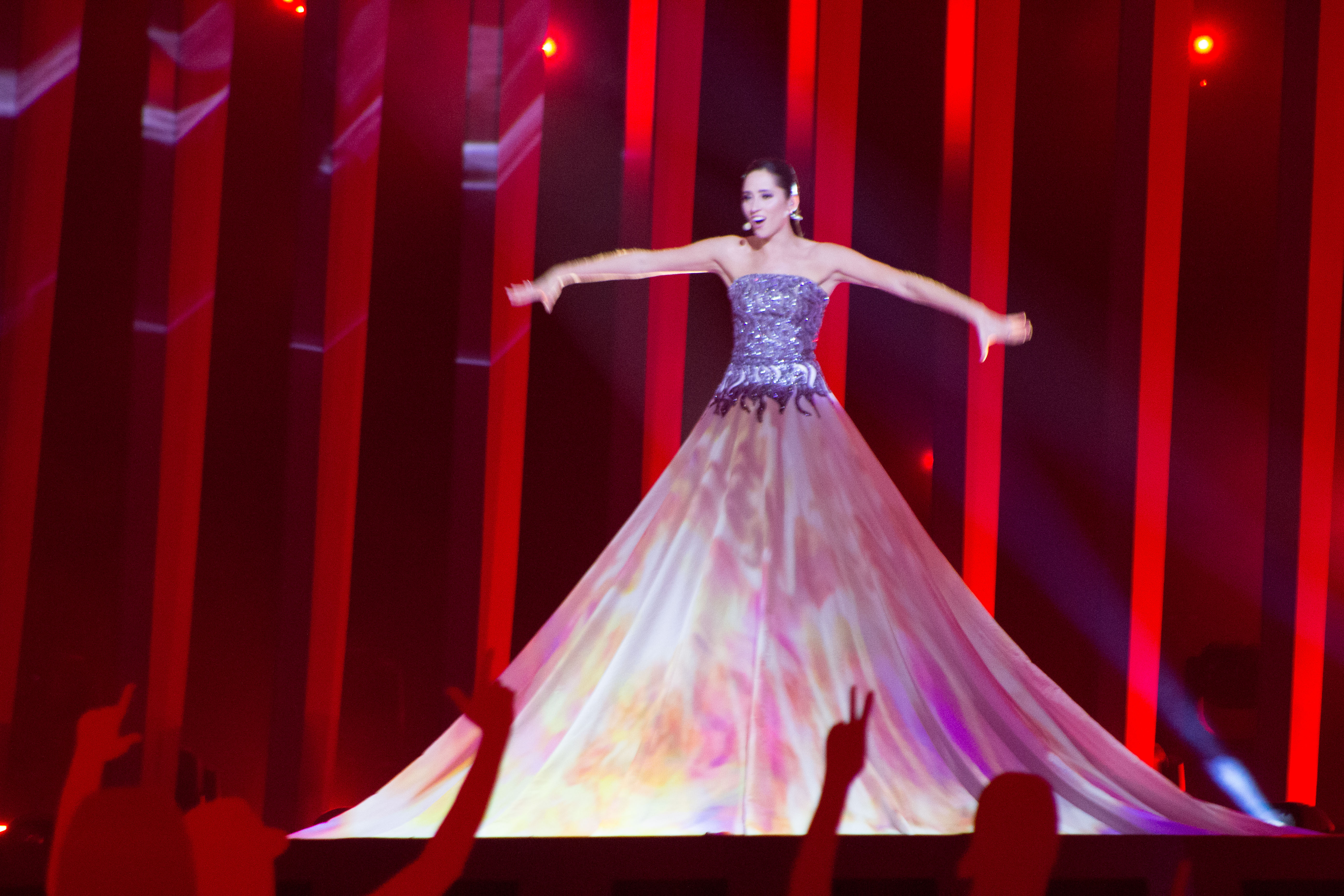
Elina Nechayeva em Lisboa (2018)
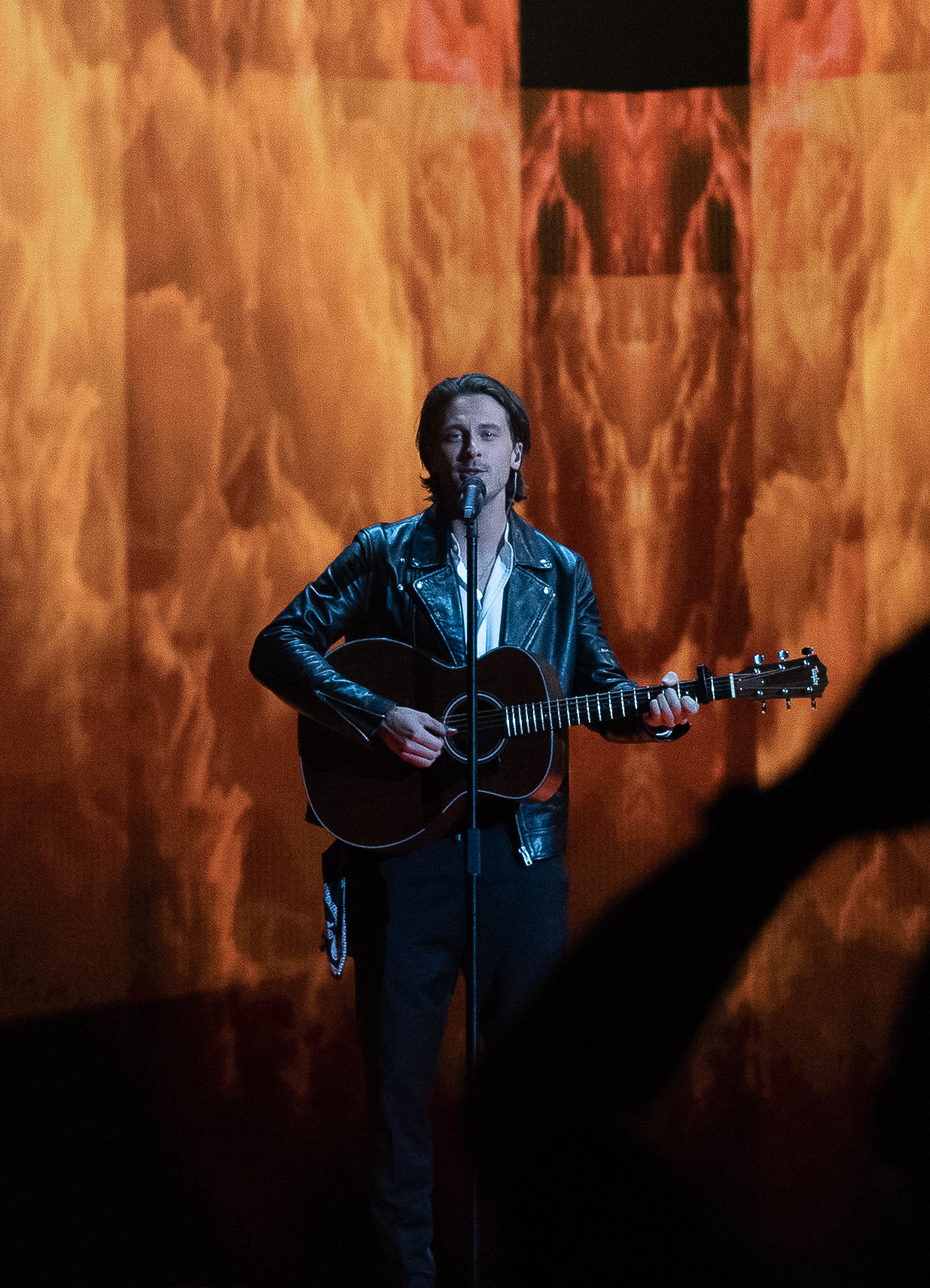
Victor Crone em Tel Aviv (2019)

## Participações
Legenda
     Vencedor
     2.º lugar
     3.º lugar
     Pontuação Nula ("Null Points")/Último Lugar
     Melhor classificação (fora do top 3)
     Qualificação para a final (fora do top 3)
     País-anfitrião
     Desclassificado
| #   | Ano             | Artista                        | Canção | Língua                    | Final                    | Pontos                   | Semi                     | Pontos                   |
| --- | --------------- | ------------------------------ | --- | ------------------------- | ------------------------ | ------------------------ | ------------------------ | ------------------------ |
|     | Ljubljana 1993  | Janika Sillamaa                | "Muretut meelt ja südametuld" Sem sufrimento mental e as chamas do coração                                    | Estónio                   | Não se qualificou        | Não se qualificou        | 5º                       | 47                       |
| 1º  | Dublin 1994     | Silvi Vrait                    | "Nagu merelaine" Como uma onda do mar                                                                         | Estónio                   | 24º                      | 2                        | Sem semi-finais          | Sem semi-finais          |
|     | Dublin 1995     | Não Participou                 | Não Participou                                                                                                | Não Participou            | Não Participou           | Não Participou           | Não Participou           | Não Participou           |
| 2º  | Oslo 1996       | Maarja-Liis Ilus & Ivo Linna   | "Kaelakee hääl" Voz do colar                                                                                  | Estónio                   | 5º                       | 94                       | 5º                       | 106                      |
| 3º  | Dublin 1997     | Maarja-Liis Ilus               | "Keelatud maa" Terra proibida                                                                                 | Estónio                   | 8º                       | 82                       | Sem semi-finais          | Sem semi-finais          |
| 4º  | Birmingham 1998 | Koit Toome                     | "Mere lapsed" Crianças do mar                                                                                 | Estónio                   | 12º                      | 36                       | Sem semi-finais          | Sem semi-finais          |
| 5º  | Jerusalém 1999  | Evelin Samuel & Camille        | "Diamond of Night" Diamante da noite                                                                          | Inglês                    | 6º                       | 90                       | Sem semi-finais          | Sem semi-finais          |
| 6º  | Estocolmo 2000  | Ines                           | "Once in a Lifetime" Uma vez na vida                                                                          | Inglês                    | 4º                       | 98                       | Sem semi-finais          | Sem semi-finais          |
| 7º  | Copenhaga 2001  | Tanel Padar, Dave Benton & 2XL | "Everybody" Todos                                                                                             | Inglês                    | 1º                       | 198                      | Sem semi-finais          | Sem semi-finais          |
| 8º  | Tallinn 2002    | Sahlene                        | "Runaway" Fugir                                                                                               | Inglês                    | 3º                       | 111                      | Sem semi-finais          | Sem semi-finais          |
| 9º  | Riga 2003       | Ruffus                         | "Eighties Coming Back" Os anos 80 estão de volta                                                              | Inglês                    | 21º                      | 14                       | Sem semi-finais          | Sem semi-finais          |
| 10º | Istambul 2004   | Neiokõsõ                       | "Tii" Caminho                                                                                                 | Võro                      | Não se qualificou        | Não se qualificou        | 11º                      | 57                       |
| 11º | Kiev 2005       | Suntribe                       | "Let's Get Loud" Vamos lá fazer barulho                                                                       | Inglês                    | Não se qualificou        | Não se qualificou        | 20º                      | 31                       |
| 12º | Atenas 2006     | Sandra Oxenryd                 | "Through My Window" Abre a Janela                                                                             | Inglês                    | Não se qualificou        | Não se qualificou        | 18º                      | 28                       |
| 13º | Helsínquia 2007 | Gerli Padar                    | "Partners in Crime" Parceiros no crime                                                                        | Inglês                    | Não se qualificou        | Não se qualificou        | 22º                      | 33                       |
| 14º | Belgrado 2008   | Kreisiraadio                   | "Leto Svet" Luz de Verão                                                                                      | Sérvio, Alemão, Finlandês | Não se qualificou        | Não se qualificou        | 18º                      | 8                        |
| 15º | Moscovo 2009    | Urban Symphony                 | "Rändajad" Viajantes                                                                                          | Estónio                   | 6º                       | 129                      | 3º                       | 115                      |
| 16º | Oslo 2010       | Malcolm Lincoln & Manpower 4   | "Siren" Sereia                                                                                                | Inglês                    | Não se qualificou        | Não se qualificou        | 14º                      | 39                       |
| 17º | Düsseldorf 2011 | Getter Jaani                   | "Rockefeller Street" Rua Rockefeller                                                                          | Inglês                    | 24º                      | 44                       | 9º                       | 60                       |
| 18º | Baku 2012       | Ott Lepland                    | "Kuula" Ouve                                                                                                  | Estónio                   | 6º                       | 120                      | 4º                       | 100                      |
| 19º | Malmö 2013      | Birgit Õigemeel                | "Et uus saaks alguse" Alguma coisa nova poderá começar                                                        | Estónio                   | 20º                      | 19                       | 10º                      | 52                       |
| 20º | Copenhaga 2014  | Tanja                          | "Amazing" Incrível                                                                                            | Inglês                    | Não se qualificou        | Não se qualificou        | 12º                      | 36                       |
| 21º | Viena 2015      | Elina Born & Stig Rästa        | "Goodbye to Yesterday" Adeus a ontem                                                                          | Inglês                    | 7º                       | 106                      | 3º                       | 105                      |
| 22º | Estocolmo 2016  | Jüri Pootsmann                 | "Play" Tocar                                                                                                  | Inglês                    | Não se qualificou        | Não se qualificou        | 18º                      | 24                       |
| 23º | Kiev 2017       | Koit Toome & Laura             | "Verona" | Inglês                    | Não se qualificou        | Não se qualificou        | 14º                      | 85                       |
| 24º | Lisboa 2018     | Elina Nechayeva                | "La forza" A Força                                                                                            | Italiano                  | 8º                       | 245                      | 5º                       | 201                      |
| 25º | Tel Aviv 2019   | Victor Crone                   | "Storm" Tempestade                                                                                            | Inglês                    | 20º                      | 76                       | 4º                       | 198                      |
|     | Roterdão 2020   | Uku Suviste                    | "What Love Is" O que o Amor é                                                                                 | Inglês                    | A edição não se realizou | A edição não se realizou | A edição não se realizou | A edição não se realizou |
| 26º | Roterdão 2021   | Uku Suviste                    | "The Lucky One" O Sortudo                                                                                     | Inglês                    | Não se qualificou        | Não se qualificou        | 13º                      | 58                       |
| 27º | Turim 2022      | Stefan                         | "Hope" Esperança                                                                                              | Inglês                    | 13º                      | 141                      | 5º                       | 209                      |
| 28º | Liverpool 2023  | Alika                          | "Bridges" Pontes                                                                                              | Inglês                    | 8º                       | 168                      | 10º                      | 74                       |
| 29º | Malmö 2024      | 5miinust & Puuluup             | "(Nendest) narkootikumidest ei tea me (küll) midagi" Nós (na realidade) não sabemos nada sobre (estas) drogas | Estónio                   | 20º                      | 37                       | 6º                       | 79                       |
| 30º | Basileia 2025   | Tommy Cash                     | "Expresso Macchiato"                                                                                          | Inglês & Italiano         | 3º                       | 356                      | 5º                       | 113                      |

| Ano             | Artista                      | Canção                                               | Final             | Final             | Final             | Final             | Final             | Final             | Semi            | Semi            | Semi            | Semi            | Semi | Semi   |
| Ano             | Artista                      | Canção                                               | Tlv.              | Pontos            | Júri              | Pontos            | Cl.               | Pontos            | Tlv.            | Pontos          | Júri            | Pontos          | Cl.  | Pontos |
| --------------- | ---------------------------- | ---------------------------------------------------- | ----------------- | ----------------- | ----------------- | ----------------- | ----------------- | ----------------- | --------------- | --------------- | --------------- | --------------- | ---- | ------ |
| Moscovo 2009    | Urban Symphony               | "Rändajad"                                           | 6º                | 129               | 5º                | 124               | 6º                | 129               | Apenas televoto | Apenas televoto | Apenas televoto | Apenas televoto | 3º   | 115    |
| Oslo 2010       | Malcolm Lincoln & Manpower 4 | "Siren"                                              | Não se qualificou | Não se qualificou | Não se qualificou | Não se qualificou | Não se qualificou | Não se qualificou | 16º             | 22              | 9º              | 64              | 14º  | 39     |
| Düsseldorf 2011 | Getter Jaani                 | "Rockefeller Street"                                 | 23º               | 32                | 18º               | 74                | 24º               | 44                | 13º             | 46              | 6º              | 83              | 9º   | 60     |
| Baku 2012       | Ott Lepland                  | "Kuula"                                              | 12º               | 78                | 6º                | 152               | 6º                | 120               | 5º              | 88              | 4º              | 102             | 4º   | 100    |
| Malmö 2013      | Birgit Õigemeel              | "Et uus saaks alguse"                                | 24º               | 19.59             | 16º               | 13.41             | 20º               | 19                | 13º             | 10.06           | 8º              | 7.47            | 10º  | 52     |
| Copenhaga 2014  | Tanja                        | "Amazing"                                            | Não se qualificou | Não se qualificou | Não se qualificou | Não se qualificou | Não se qualificou | Não se qualificou | 16º             | 13              | 10º             | 61              | 12º  | 36     |
| Viena 2015      | Elina Born & Stig Rästa      | "Goodbye to Yesterday"                               | 5º                | 144               | 11º               | 56                | 7º                | 106               | 2º              | 136             | 9º              | 66              | 3º   | 105    |
| Estocolmo 2016  | Jüri Pootsmann               | "Play"                                               | Não se qualificou | Não se qualificou | Não se qualificou | Não se qualificou | Não se qualificou | Não se qualificou | 16º             | 15              | 18º             | 9               | 18º  | 24     |
| Kiev 2017       | Koit Toome & Laura           | "Verona"                                             | Não se qualificou | Não se qualificou | Não se qualificou | Não se qualificou | Não se qualificou | Não se qualificou | 6º              | 69              | 17º             | 16              | 14º  | 85     |
| Lisboa 2018     | Elina Nechayeva              | "La forza"                                           | 9º                | 102               | 6º                | 143               | 8º                | 245               | 3º              | 120             | 7º              | 81              | 5º   | 201    |
| Tel Aviv 2019   | Victor Crone                 | "Storm"                                              | 16º               | 48                | 20º               | 28                | 20º               | 76                | 3º              | 133             | 10º             | 65              | 4º   | 198    |
| Roterdão 2021   | Uku Suviste                  | "The Lucky One"                                      | Não se qualificou | Não se qualificou | Não se qualificou | Não se qualificou | Não se qualificou | Não se qualificou | 12º             | 29              | 12º             | 29              | 13º  | 58     |
| Turim 2022      | Stefan                       | "Hope"                                               | 10º               | 98                | 15º               | 43                | 13º               | 141               | 7º              | 96              | 3º              | 113             | 5º   | 209    |
| Liverpool 2023  | Alika                        | "Bridges"                                            | 19º               | 22                | 5º                | 146               | 8º                | 168               | Apenas televoto | Apenas televoto | Apenas televoto | Apenas televoto | 10º  | 74     |
| Malmö 2024      | 5miinust & Puuluup           | "(Nendest) narkootikumidest ei tea me (küll) midagi" | 13º               | 33                | 25º               | 4                 | 20º               | 37                | Apenas televoto | Apenas televoto | Apenas televoto | Apenas televoto | 6º   | 79     |
| Basileia 2025   | Tommy Cash                   | "Expresso Macchiato"                                 | 2º                | 258               | 9º                | 98                | 3º                | 356               | Apenas televoto | Apenas televoto | Apenas televoto | Apenas televoto | 5º   | 113    |

## Apresentadores

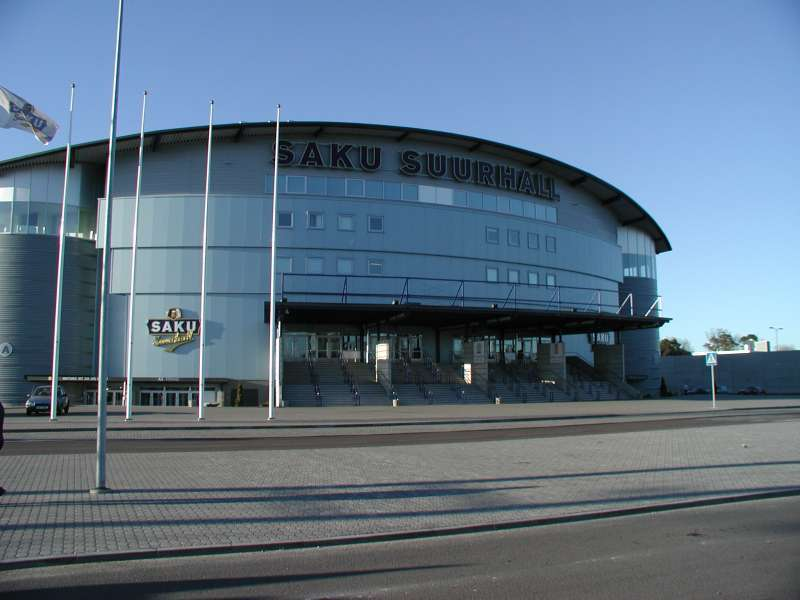
Saku Suurhall em Tallinn, sede do Festival Eurovisão da Canção 2002

| Ano  | Local   | Local         | Apresentador(es)             |
| ---- | ------- | ------------- | ---------------------------- |
| 2002 | Tallinn | Saku Suurhall | Annely Peebo e Marko Matvere |

## Comentadores e porta-vozes
| Ano(s) | Televisão      | Televisão                    | Televisão                                        | Rádio           | Rádio                        | Língua gestual  | Votação                                      | Votação                                      | Votação                                      | Votação                                      | Ref.                 |
| Ano(s) | Comentador(es) | Comentador(es) secundários   | Em russo                                         | Comentador(es)  | Comentador(es) secundários   | Língua gestual  | Porta-voz                                    | Idioma utilizado                             | Cidade                                       | Plano de fundo                               | Ref.                 |
| ------ | -------------- | ---------------------------- | ------------------------------------------------ | --------------- | ---------------------------- | --------------- | -------------------------------------------- | -------------------------------------------- | -------------------------------------------- | -------------------------------------------- | -------------------- |
| 1986   | Desconhecido   | Desconhecido                 | Sem transmissão                                  | Desconhecido    | Desconhecido                 | Sem transmissão | Parte da União Soviética, que não participou | Parte da União Soviética, que não participou | Parte da União Soviética, que não participou | Parte da União Soviética, que não participou | [ 7 ]                |
| 1987   | Desconhecido   | Desconhecido                 | Sem transmissão                                  | Desconhecido    | Desconhecido                 | Sem transmissão | Parte da União Soviética, que não participou | Parte da União Soviética, que não participou | Parte da União Soviética, que não participou | Parte da União Soviética, que não participou | [ 8 ]                |
| 1988   | Desconhecido   | Desconhecido                 | Sem transmissão                                  | Desconhecido    | Desconhecido                 | Sem transmissão | Parte da União Soviética, que não participou | Parte da União Soviética, que não participou | Parte da União Soviética, que não participou | Parte da União Soviética, que não participou | [ 9 ]                |
| 1989   | Desconhecido   | Desconhecido                 | Sem transmissão                                  | Desconhecido    | Desconhecido                 | Sem transmissão | Parte da União Soviética, que não participou | Parte da União Soviética, que não participou | Parte da União Soviética, que não participou | Parte da União Soviética, que não participou | [ 10 ]               |
| 1990   | Desconhecido   | Desconhecido                 | Sem transmissão                                  | Desconhecido    | Desconhecido                 | Sem transmissão | Parte da União Soviética, que não participou | Parte da União Soviética, que não participou | Parte da União Soviética, que não participou | Parte da União Soviética, que não participou | [ 11 ]               |
| 1991   | Desconhecido   | Desconhecido                 | Sem transmissão                                  | Desconhecido    | Desconhecido                 | Sem transmissão | Não participou                               | Não participou                               | Não participou                               | Não participou                               | [ 12 ]               |
| 1992   | Ivo Linna      | Olavi Pihlamägi              | Sem transmissão                                  | Desconhecido    | Desconhecido                 | Sem transmissão | Não participou                               | Não participou                               | Não participou                               | Não participou                               | [ 13 ] [ 14 ]        |
| 1993   | Desconhecido   | Desconhecido                 | Desconhecido                                     | Desconhecido    | Desconhecido                 | Sem transmissão | Não participou na final                      | Não participou na final                      | Não participou na final                      | Não participou na final                      |                      |
| 1994   | Vello Rand     | Sem comentadores secundários | Sem transmissão                                  | Marko Reikop    | Sem comentadores secundários | Sem transmissão | Urve Tiidus                                  | Inglês                                       | Tallinn                                      | Panorama da cidade                           |                      |
| 1995   | Jüri Pihel     | Sem comentadores secundários | Sem transmissão                                  | Sem transmissão | Sem transmissão              | Sem transmissão | Não participou                               | Não participou                               | Não participou                               | Não participou                               |                      |
| 1996   | Jüri Pihel     | Sem comentadores secundários | Sem transmissão                                  | Marko Reikop    | Sem comentadores secundários | Sem transmissão | Annika Talvik                                | Inglês                                       | Tallinn                                      | Estúdios da ERR                              |                      |
| 1997   | Jüri Pihel     | Sem comentadores secundários | Sem transmissão                                  | Marko Reikop    | Sem comentadores secundários | Sem transmissão | Helene Tedre                                 | Inglês                                       | Tallinn                                      | Estúdios da ERR                              |                      |
| 1998   | Reet Linna     | Sem comentadores secundários | Sem transmissão                                  | Marko Reikop    | Sem comentadores secundários | Sem transmissão | Urve Tiidus                                  | Inglês                                       | Tallinn                                      | Panorama da cidade                           |                      |
| 1999   | Marko Reikop   | Sem comentadores secundários | Sem transmissão                                  | Vello Rand      | Sem comentadores secundários | Sem transmissão | Mart Sander                                  | Inglês                                       | Tallinn                                      | Vanalinn                                     |                      |
| 2000   | Marko Reikop   | Sem comentadores secundários | Sem transmissão                                  | Vello Rand      | Sem comentadores secundários | Sem transmissão | Evelin Samuel                                | Inglês                                       | Tallinn                                      | Panorama da cidade                           |                      |
| 2001   | Marko Reikop   | Sem comentadores secundários | Sem transmissão                                  | Vello Rand      | Sem comentadores secundários | Sem transmissão | Ilo-Mai Küttim (Elektra)                     | Inglês                                       | Tallinn                                      | Panorama da cidade                           |                      |
| 2002   | Marko Reikop   | Sem comentadores secundários | Sem transmissão                                  | Vello Rand      | Sem comentadores secundários | Sem transmissão | Ilo-Mai Küttim (Elektra)                     | Inglês                                       | Tallinn                                      | Câmara Municipal                             |                      |
| 2003   | Marko Reikop   | Sem comentadores secundários | Sem transmissão                                  | Vello Rand      | Sem comentadores secundários | Sem transmissão | Ines                                         | Inglês                                       | Tallinn                                      | Panorama da cidade                           |                      |
| 2004   | Marko Reikop   | Sem comentadores secundários | Sem transmissão                                  | Vello Rand      | Sem comentadores secundários | Sem transmissão | Maarja-Liis Ilus                             | Inglês                                       | Tallinn                                      | Panorama da cidade                           |                      |
| 2005   | Marko Reikop   | Sem comentadores secundários | Sem transmissão                                  | Mart Juur       | Andrus Kivirähk              | Sem transmissão | Maarja-Liis Ilus                             | Inglês                                       | Tallinn                                      | Panorama da cidade                           |                      |
| 2006   | Marko Reikop   | Sem comentadores secundários | Sem transmissão                                  | Mart Juur       | Andrus Kivirähk              | Sem transmissão | Evelin Samuel                                | Inglês                                       | Tallinn                                      | Panorama da cidade                           |                      |
| 2007   | Marko Reikop   | Sem comentadores secundários | Sem transmissão                                  | Mart Juur       | Andrus Kivirähk              | Sem transmissão | Laura Põldvere                               | Inglês                                       | Tallinn                                      | Panorama da cidade                           |                      |
| 2008   | Marko Reikop   | Sem comentadores secundários | Sem transmissão                                  | Mart Juur       | Andrus Kivirähk              | Sem transmissão | Sahlene                                      | Inglês                                       | Tallinn                                      | Igreja de São Olavo                          | [ 15 ]               |
| 2009   | Marko Reikop   | Olav Osolin(a)               | Sem transmissão                                  | Mart Juur       | Andrus Kivirähk              | Sem transmissão | Laura Põldvere                               | Inglês                                       | Tallinn                                      | Panorama da cidade                           |                      |
| 2010   | Marko Reikop   | Sven Lõhmus(a)               | Sem transmissão                                  | Mart Juur       | Andrus Kivirähk              | Sem transmissão | Rolf Roosalu                                 | Inglês                                       | Tallinn                                      | Panorama da cidade                           |                      |
| 2011   | Marko Reikop   | Sem comentadores secundários | Sem transmissão                                  | Mart Juur       | Andrus Kivirähk              | Sem transmissão | Piret Järvis                                 | Inglês                                       | Tallinn                                      | Panorama da cidade                           | [ 16 ]               |
| 2012   | Marko Reikop   | Sem comentadores secundários | Ilja Ban, Dmitri Vinogradov e Aleksandra Moorast | Mart Juur       | Andrus Kivirähk              | Sem transmissão | Getter Jaani                                 | Inglês                                       | Tallinn                                      | Panorama da cidade                           |                      |
| 2013   | Marko Reikop   | Sem comentadores secundários | Sem transmissão                                  | Mart Juur       | Andrus Kivirähk              | Sem transmissão | Rolf Roosalu                                 | Inglês                                       | Tallinn                                      | Panorama da cidade                           | [ 17 ] [ 18 ]        |
| 2014   | Marko Reikop   | Sem comentadores secundários | Sem transmissão                                  | Mart Juur       | Andrus Kivirähk              | Sem transmissão | Lauri Pihlap                                 | Inglês                                       | Tallinn                                      | Panorama da cidade                           | [ 19 ] [ 20 ]        |
| 2015   | Marko Reikop   | Sem comentadores secundários | Sem transmissão                                  | Mart Juur       | Andrus Kivirähk              | Sem transmissão | Tanja                                        | Inglês                                       | Tallinn                                      | Panorama da cidade                           | [ 21 ]               |
| 2016   | Marko Reikop   | Sem comentadores secundários | Aleksandr Hobotov                                | Mart Juur       | Andrus Kivirähk              | Sem transmissão | Daniel Levi Viinalass                        | Inglês                                       | Tallinn                                      | Panorama da cidade                           | [ 22 ] [ 23 ]        |
| 2017   | Marko Reikop   | Sem comentadores secundários | Aleksandr Hobotov e Julia Kalenda                | Mart Juur       | Andrus Kivirähk              | Sem transmissão | Jüri Pootsmann                               | Inglês                                       | Tallinn                                      | Panorama da cidade                           | [ 24 ] [ 25 ]        |
| 2018   | Marko Reikop   | Sem comentadores secundários | Aleksandr Hobotov e Julia Kalenda                | Mart Juur       | Andrus Kivirähk              | Sem transmissão | Ott Evestus                                  | Inglês                                       | Tallinn                                      | Panorama da cidade                           | [ 26 ] [ 27 ]        |
| 2019   | Marko Reikop   | Sem comentadores secundários | Aleksandr Hobotov e Julia Kalenda                | Sem transmissão | Sem transmissão              | Sem transmissão | Kelly Sildaru                                | Inglês                                       | Tallinn                                      | Panorama da cidade                           | [ 28 ] [ 29 ]        |
| 2021   | Marko Reikop   | Sem comentadores secundários | Aleksandr Hobotov e Julia Kalenda                | Sem transmissão | Sem transmissão              | Vários          | Sissi                                        | Inglês                                       | Tallinn                                      | Panorama da cidade                           | [ 30 ] [ 31 ] [ 32 ] |

Notas:

↑(a)  Apenas a final.

## Maestros
| Ano(s)                      | Maestro         |
| --------------------------- | --------------- |
| Kvalifikacija za Millstreet | Peeter Lilje    |
| 1994                        | Urmas Lattikas  |
| 1995                        | Não participou  |
| 1996                        | Tarmo Leinatamm |
| 1997                        | Tarmo Leinatamm |
| 1998                        | Heiki Vahar     |